# المركز المالي متحف البيئة الحضرية
متحف البيئة الحضرية بمركز الملك عبد الله المالي هو متحف يستعرض التاريخ المتعلق بالفنون والعمارة في الجزيرة العربية. كما يوثق المتحف اتجاهات التفكير الذي ساهم في تطوير البيئة الحضرية.